# 有明広域行政事務組合
有明広域行政事務組合（ありあけこういきぎょうせいじむくみあい）は、荒尾市、玉名市の2市と玉名郡の長洲町、南関町、和水町、玉東町の4町（発足当初は、2市8町）で構成される一部事務組合（消防組合）である。

## 概要
2023年4月1日現在
- 消防本部：熊本県玉名市築地309番地1
- 管内面積:421.44km2
- 職員数:219人（実数）、うち救急救命士64人
- 消防署2カ所、分署7カ所
- 主力機械:53
  - 消防ポンプ自動車:3[注釈 1]
  - 水槽付きポンプ自動車:10（うち予備車:2）[注釈 2]
  - 化学車:1[注釈 3]
  - はしご付消防自動車：2[注釈 4]
  - 小型動力ポンプ付水槽車:1[注釈 5]
  - 救助工作車:2[注釈 6]
  - 高規格救急自動車:12（うち予備車:2）[注釈 7]
  - 資機材搬送車:2
  - 指揮車:2（うち支援車Ⅳ型:1）
  - 支援車:2（支援車Ⅳ型規格の指揮車:1含む）
  - その他:17

## 構成自治体
- 荒尾市
- 玉名市
- 玉名郡
  - 長洲町
  - 南関町
  - 和水町
  - 玉東町

### 発足当初
- 荒尾市
- 現在の玉名市（玉名市、玉名郡岱明町・横島町・天水町）
- 玉名郡長洲町・南関町
- 現在の和水町（菊水町・三加和町）
- 玉東町

## 隣接している自治体
- 熊本県
  - 熊本市
  - 山鹿市
- 福岡県
  - 大牟田市
  - みやま市
  - 八女市

## 消防署
| 消防署     | 住所                        | 分署 |
| ---------- | --------------------------- | --- |
| 荒尾消防署 | 荒尾市宮内字松ヶ浦1027番地9 | 緑丘：荒尾市平山字皮籠田2270 南関：玉名郡南関町大字関町8番地1 長洲：玉名郡長洲町大字清源寺415番地1                                                   |
| 玉名消防署 | 玉名市築地309番地1          | 天水：玉名市天水町部田見1815番地1 和水菊水：玉名郡和水町前原269番地1 和水三加和：玉名郡和水町板楠1740番地3 玉東：玉名郡玉東町大字二俣字鍛冶場101番地 |